# Benita Galeana Lacunza
Benita Galeana Lacunza (San Jerónimo de Juárez, 10 de setembre de 1903 - Ciutat de Mèxic, 17 d'abril de 1995) va ser una escriptora, feminista, sufragista, sindicalista i activista mexicana en pro dels drets de les dones i els drets dels treballadors. Va ser una activa figura dels moviments de justícia social al seu país durant la segona meitat del segle xx.

## Vida i obra
Militant del Partit Comunista Mexicà des de 1927 i del Partit Socialista Únic de Mèxic després de la dissolució del primer, va participar de l'activisme polític que treballava per establir la jornada de vuit hores de treball al seu país, a més de la instauració d'un estatut jurídic i un segur social. Va ser una promotora del sindicalisme i dels moviments vaguistes emanat de diversos sectors.
Va ser pionera del moviment feminista socialista mexicà, i va lluitar pel dret al vot femení, sales bressols, el dret a l'avortament i el dret al descans matern —al costat de Tina Modotti, Frida Kahlo i Adelina Zendejas, entre altres—, entre altres matèries; en aquest context, va pertànyer al grup de dones i intel·lectuals que van fundar diverses organitzacions al seu país, entre elles el Front Únic Pro-Drets de la Dona: «el seu treball allí la va convertir en una de les activistes més importants en la lluita per la reivindicació de la igualtat de drets polítics».

### Obres
- Benita (novela, Extemporáneos, 1979).
- El peso mocho (cuento, Extemporáneos, 1940, 1974, 1979).
- Actos vividos (póstumo).